# Gunnar Berggren
Gunnar Berggren (n. 26 ianuarie 1908, Stockholm, Suedia – d. 2 septembrie 1983, Stockholm, Suedia) a fost un boxer ce a reprezentat Suedia, medaliat olimpic. A participat la o ediție a Jocurilor Olimpice (1928) în care a câștigat o medalie de bronz.

## Participări
Lista de mai jos prezintă principalele competiții la care a participat Gunnar Berggren de-a lungul carierei.
- boxing at the 1928 Summer Olympics – lightweight[*]